# Move Any Mountain
Move any Mountain est une chanson du groupe The Shamen, présente dans la version américaine de l'album En Tact, sortie pour la première fois sous le titre Pro›gen. 
Avec un remix officiel des Beatmasters, la chanson est rééditée au Royaume-Uni à l'été 1991 et est leur premier single dans le top 10, atteignant la quatrième place dans le UK Singles Chart.
Ce titre a été sorti en single au Royaume-Uni durant l'été 1991. Sa vidéo promotionnelle a été filmée à Tenerife, où Will Sinnott, membre du groupe, se noya.

## Remixes
Ce titre a fait l'objet de plusieurs déclinaisons via divers remixes :
- Progen 91 (1991)
  1. Move Any Mountain (Beat Edit - par the Beatmasters) - 3:30
  2. Move Any Mountain (Rude Edit - par the Goat) - 3:44
  3. Move Any Mountain (Landslide Edit - par the Kid & John) - 3:48
  4. Move Any Mountain (F Troop Edit - par F Troop) - 3:27
  5. Move Any Mountain (Oz Edit - par Paul Oakenfold) - 3:39
  6. Move Any Mountain (Bang Edit - par Bryan Chuck New et Evil Eddie Richards) - 3:32
- Progeny (1991)
  1. Move Any Mountain (Bang To The Beat Of The Drum - par Bryan Chuck New et Evil Eddie Richards) - 5:45
  2. Move Any Mountain (Beltram Dub - par Joey Beltram) - 5:30
  3. Move Any Mountain (Rising High Dub - par Caspar Pound) - 7:25
  4. Move Any Mountain (Alta Vista - par F Troop) - 6:16
  5. Move Any Mountain (The Prelude To Paradise - Frankie Bones) - 5:12
  6. Move Any Mountain (666 Edit - par Evil Eddie Richards) - 4:49
  7. Move Any Mountain (Land Of Oz - par Paul Oakenfold) - 5:44
  8. Move Any Mountain (C. Mix - par Colin Angus et Mr. C) - 6:47
  9. Move Any Mountain (Beat Edit - par the Beatmasters) - 3:30
  10. Move Any Mountain (Rude Edit - par the Goat) - 3:44
  11. Move Any Mountain (Landslide Edit - par the Kid & John) - 3:48
  12. Move Any Mountain (F Troop Edit - par F Troop) - 3:27
  13. Move Any Mountain (Oz Edit - par Paul Oakenfold) - 3:39
  14. Move Any Mountain (Bang Edit - par Bryan Chuck New et Evil Eddie Richards) - 3:32

Ces remixes sont accompagnés par des pistes sons devant servir à créer ses propres remixes :

1. Move Any Mountain - Bass
2. Move Any Mountain - Trumpets
3. Move Any Mountain - Guitars
4. Move Any Mountain - Keyboards
5. Move Any Mountain - Sax
6. Move Any Mountain - Ox Loop
7. Move Any Mountain - Beltram Loop
8. Move Any Mountain - Devil Loop
9. Move Any Mountain - Mam Lo Vox
10. Move Any Mountain - Mam Hi Vox
11. Move Any Mountain - Mam Harmony
12. Move Any Mountain - Monkeys
13. Move Any Mountain - Bang To The Beat Vox
14. Move Any Mountain - No 1 Vox
15. Move Any Mountain - C. Rap
16. Move Any Mountain - Colin Rap